# 김효만
김효만(金孝晩 , 1955년 7월 20일~)은 대한민국의 건축가이다.
“외래문화와 구별되는 정체성있는 한국적 건축”을 창안하는 작업에 주력해왔으며, 임거당(Lim Geo Dang, 1999), 도헌(Island House, 2009), 자안재(Purple Hill House, 2009), 가온재(Ga On Jai, 2012), 화헌(Blooming House, 2013) 등을 설계하였다.

## 생애
김효만은 서울에서 태어나 1974년 양정고등학교를 졸업하고 1978년 단국대 건축공학과를 졸업한 후, 1978년부터 건축가 김수근의 “공간연구소”에서 실무수련을 시작하여 설계실장을 역임하면서 건축가로서의 경력을 쌓았으며, 1989년 자신의 건축사사무소인 이로재김효만건축사사무소(履露齋金孝晩建築士事務所, IROJE KHM Architects)를 개소하여 현재까지 운영하고 있다.
이후, 그는 맹목적인 서구화가 전수되어가고 있는 한국 도시건축문화의 정체성을 회복해야한다는 기본이념을 수립하고, 이의 실현을 위해, 과거의 전통적 한국성과 이시대 현재와 미래의 현대적 한국성을 동시에 탐색하고 연구함으로써, 외래문화와 구별되는 독자적이며 고유한 한국의 문화적 정체성을 확립하여 세계속에 한국건축문화의 존재를 실현하는데 그 작업의 의미를 두고, “한국성있는 세계적 건축”을 창안하는데 그의 도전적 열정을 경주해왔다.
그는 한국의 전통건축문화속에서 “관통과 관입의 순환(Penetration&Circulation)”, “비상성과 역동성(Floating&Moving)” 등의 건축성을 간파하며, 현대적 감각으로 전통의 공간성과 조형성을 동시에 담아내려는 실험적인 작업을 시도해왔으며, 이시대의 탁월한 비평가 이종건은 자신의 저서 “건축 없는 국가”에서 그의 건축을 “유(遊)의 건축”으로 정의하며, 극히 비현실적인 공간을 상상하도록 하는 공간, 혹은 그러한 공간적 감성마저 현실적인 토대에서 구축되는 점을 김효만건축의 장점으로 꼽고, “서구자본주의에 점령된 우리사회에서 작업하는 우리가 따르고 지켜야할 귀중한 덕목”임을 강조하며, “건축 없는 국가”라는 제목아래 김효만의 건축에 대해 상세한 평론을 전개하고있다.
또한, 세계적 저널리스트인 필립 조디디오(Jodidio, Philip)는 독일 TASCHEN에서 출간한 “Architecture Now! 7”의 머리글에서 ‘도헌(Island House)’과 ‘자안재(Purple Hill House)’를 소개하면서 김효만은 이웃나라인 일본현대건축의 독창성에 도전하는 강력한 경쟁적 건축가중 1인(15page)이라고 논평한바 있다.
임거당(Lim Geo Dang, 1999)과 학익재(Hak Ik Jai, 1995)는 한국성의 현대적 실현이라는 그의 설계개념을 실현한 대표적인 초기작품이며, 이후 와선재(Wa Sun Jai), 조린헌(Jo Rin Hun), 혜로헌(Hye Ro Hun), 도헌(Island House), 자안재(Purple Hill House), 부연당(Bu Yeon Dang), 가온재(Ga On Jai), 화헌(Blooming House) 등을 통해 그만의 고유한 건축세계를 탐색하는 도전적 작업을 지속하고 있다.
그는 세계건축가연합상(20+10+X WA Awards)을 다섯차례, 아시아건축가협회상(ARCASIA건축상) 골드메달을 두차례 수상하고, 세계건축상인 Architizer A+Awards, ICONIC Awards, German Design Award, Modern Decoration International Media Awards, AIDIA-Asia Interior Design Award 등을 수상하는 등 다수의 국제건축상을 수상하였고, 가온재(Ga On Jai)는 미국의 Archdaily.com 및 홍콩의 gooood.hk에서 2014년 가장 인기있는 작품중 하나로 선정된바 있으며, 한국건축문화대상, 한국건축가협회특별상(엄덕문건축상 및 아천건축상), 대한건축학회상, 경기도건축문화상, 제3회 크리악어워드 올해의 비평건축상 등의 국내건축상들을 수상하였다. 또한 미국 뉴욕 “Good Life전”, 미국 뉴욕대학 “Vertical Factory전”, 일본건축가협회주최 “한국건축가 3인 초대전”, 2008 이탈리아 “UIA총회 초대전시전” 등의 국제초대전시에 참여한바 있다.
“PA김효만”, “임거당”, “잘 지은 집” 등 3권의 저서를 출간하였고, 건축전문지인  “CONCEPT”지 편집위원을 역임하였으며, 그의 작품들은 국내는 물론, TASCHEN, Wallpaper, FRAME, MARK, Rizzoli, Le Moniteur, INTERNI, Interior Design, Archdaily.com, Architzer.com, Designboom.com, 미국 HGTV의 Extreme Homes, 싱가폴 LiTV 등과 같은 세계각국의 건축전문지 및 미디어에서 매년 출판되어왔고, 그의 이름은 세계인명사전인 마르퀴즈 후즈 후(Marquis Who's Who)에 등재되어있다.
경기대 건축대학원, 서울시립대 건축학과, 단국대 건축학과 겸임교수를 역임하였으며, 현재는 삼육대 건축학과 겸임교수로서 후학을 양성하고있으며, 2013년부터 서울시공공건축가로 위촉을 받아 공공건축의 발전에도 기여하고있다.

### 주요 경력
- 2003년 서울시립대학교 건축학과 겸임교수
- 2004년 ~ 2011년 경기대학교 건축대학원 겸임교수
- 2002년 ~ 2004년 단국대학교 건축학과 겸임교수
- 2012년 ~ 현재 삼육대학교 건축학과 겸임교수
- 1989년 ~ 현재 이로재김효만건축사사무소 대표

### 수상 경력
- 세계건축상 ICONIC Awards 2016(화헌,Blooming House),2016[8]
- 세계건축상 Architizer A+Awards(아키피오레),2016
- 세계건축상 German Design Award(화헌,Blooming House),2016[9]
- 아시아건축상 AIDIA-Asia Interior Design Award(화헌,Blooming House),2016
- 한국건축가협회 특별상 아천건축상(경독재),2016
- 아시아건축상 제13회 Modern Decoration International Media Award(화헌, Blooming House),2015[10]
- 제19회 세계건축가연합상(20+10+X WA Awards)(가온재),2015[11]
- 대한건축학회상 공적상부문 작품상,2015
- 세계건축상 Architizer A+Awards(가온재),2014[12]
- 한국건축가협회 특별상 엄덕문건축상(가온재),2013[13]
- 아시아건축가협회상(ARCASIA Awards)(포토피아),2013
- 제8회 세계건축가연합상(20+10+X WA Awards)(소다헌),2010[14]
- 제7회 세계건축가연합상(20+10+X WA Awards)(자안재),2010[15]
- 제4회 세계건축가연합상(20+10+X WA Awards)(임거당),2009[16]
- 제3회 세계건축가연합상(20+10+X WA Awards)(혜로헌),2009[17]
- 아시아건축가협회상(ARCASIA Awards)(혜로헌),2007~2008[18]
- 아시아건축가협회상(ARCASIA Awards)(조린헌),2005~2006[19]
- 한국건축문화대상(혜로헌),2005
- 광주시건축상(혜로헌),2005
- 한국건축문화대상(조린헌),2004[20]
- 서울시건축상(조린헌),2004
- 경기도건축문화상(와선재),2004
- 경기도건축문화상(양철재),2003
- 크리악어워드 올해의 비평건축상(동우밸브공장),2000[21]
- 한국건축문화대상(임거당),1999[22]
- 한국건축문화대상(동우밸브공장),1998[23]
- 경기도건축문화상(학익재),1997[24]
- 86아시아올림픽선수촌 국제현상설계 입상,1983

## 활동 및 작품

### 주요 전시
- 일본건축가협회(JIA)초청 한일교류 초대전시,2006[25]
- 미국 뉴욕 “Good life전”(공공도시건축전)초대전시,2006[26]
- 독일 AEDAS 갤러리 파주출판단지 – 포토피아 전시, 2006
- 이탈리아 토리노 세계건축가연맹(UIA)총회 초대전시,2008[27]
- 제13차 아시아건축사대회 ARCASIA AWARD 수상자전시회 – 부산 BEXCO, 2008
- 미국 뉴욕대학 “Vertical Factory전” 초대전시,2012[28]
- 한국건축가협회 수상작 전시회 – 서울 DDP, 2013
- 한국건축가협회 수상작 전시회 – 울산 문화예술회관, 2016
- 한국건축가협회 수상작 전시회 – 제주 문화예술진흥원 문예회관, 2016

### 주요 작품
- 비선재 (Vi Sun Jai), 1992
- 천안 TP-1 (Totem Pole-1), 1996
- 대한어린이집 (Daehan Kindergarten), 1997
- 남강빌딩 (Silver Boat), 1997
- 학익재 (Hak Ik Jai), 1997
- 동우밸브공장 (Factory.Dongwoo Valve Controls Co,Ltd), 1998
- 임거당 (Lim Geo Dang), 1999
- NOMAD 12901(워커힐아파트 리모델링),2000
- 호유재 (Ho Yu Jai), 2001
- 상선재 (Sang Sun Jai), 2001
- 라이트하우스 (Light House), 2002
- 와선재(Wa Sun Jai), 2003
- 양철재 (Zink House), 2003
- 조린헌 (Jo Rin Hun), 2003
- 혜로헌 (Hye Ro Hun), 2005
- 녹성헌 (Nok Sung Hun), 2005
- 포토피아 (Photopia), 2005
- 부원교 (Floating Park), 2005
- 문운박물관(Mun Wun Museum), 2006
- 부연당 (Bu Yeon Dang), 2006
- 우남재 (Woo Nam Jai), 2006
- 도헌 (Island House), 2009
- 자안재 (Purple Hill House), 2009
- 소다헌 (So Da Hun), 2009
- Office Park NG, 2011
- 경독재 (Kyeong Dok Jai), 2012
- 가온재 (Ga On Jai), 2013
- 화헌 (Blooming House), 2013
- 화이트보트 (White Boat), 2014
- 아키피오레 (Archi-Fiore), 2014
- 테트리스 어린이집 (Tetris Nursery), 2015
- 스테어라이브러리 (Stairlibrary), 2016
- 플라잉하우스 (Flying House), 2016

### 저서
- 임거당[깨진 링크(과거 내용 찾기)], 시공문화사, 2000년, ISBN : 9788985930796
- PA 김효만[깨진 링크(과거 내용 찾기)], 건축세계, 2004년, ISBN : 9788957700471
- 잘 지은 집[깨진 링크(과거 내용 찾기)], 현대건축사, 1999년, ISBN : 9788977480650

## 참고
1. ↑  “이로재김효만건축사사무소(履露齋金孝晩建築士事務所, IROJE KHM Architects)”. 2016년 1월 9일에 원본 문서에서 보존된 문서. 2016년 1월 13일에 확인함.
2. ↑  건축 없는 국가[깨진 링크(과거 내용 찾기)], 이종건 저, SPACETIME, 2013년, ISBN : 9788995617571
3. ↑  Architecture Now! 7[깨진 링크(과거 내용 찾기)], Jodidio Philip 저, TASCHEN, 2010년, ISBN : 9783836517362
4. ↑  미국 Archdaily.com-The Most Popular Projects of 2014(가온재, Ga On Jai) 보관됨 2016-03-15 - 웨이백 머신 2014년 12월 29일 Archdaily.com 관련기사
5. ↑  gooood.hk-2014 TOP 10 Architecture(가온재, Ga On Jai) 보관됨 2015-07-11 - 웨이백 머신 2014년 12월 27일 gooood.hk 관련기사
6. ↑  싱가폴 LiTV – IROJE KHM Architects. LiTV 방영자료
7. ↑  “건축가 김효만의 작품 출판목록”. 2016년 3월 5일에 원본 문서에서 보존된 문서. 2016년 1월 13일에 확인함.
8. ↑  독일 ICONIC Awards 2016(화헌,Blooming House) 보관됨 2016-12-20 - 웨이백 머신, 2016
9. ↑  독일 German Design Award(화헌,Blooming House) 보관됨 2016-12-20 - 웨이백 머신, 2016
10. ↑  제13회 Modern Decoration International Media Award(화헌, Blooming House) 보관됨 2016-12-20 - 웨이백 머신, 2015년 12월 8일 Tubatu.com 관련기사
11. ↑  “제19회 세계건축커뮤니티상(20+10+X WA Awards)(가온재)”. 2016년 3월 5일에 원본 문서에서 보존된 문서. 2016년 1월 13일에 확인함.
12. ↑  “미국뉴욕 Architizer A+Awards(가온재)”. 2015년 4월 15일에 원본 문서에서 보존된 문서. 2015년 4월 6일에 확인함.
13. ↑  한국건축가협회 특별상 엄덕문건축상(가온재) 보관됨 2016-03-05 - 웨이백 머신. 건축디자인신문 에이앤뉴스.
14. ↑  “제8회 세계건축커뮤니티상(20+10+X WA Awards)(소다헌)”. 2016년 3월 4일에 원본 문서에서 보존된 문서. 2016년 1월 13일에 확인함.
15. ↑  “제7회 세계건축커뮤니티상(20+10+X WA Awards)(자안재)”. 2016년 3월 5일에 원본 문서에서 보존된 문서. 2016년 1월 13일에 확인함.
16. ↑  “제4회 세계건축커뮤니티상(20+10+X WA Awards)(임거당)”. 2016년 3월 5일에 원본 문서에서 보존된 문서. 2016년 1월 13일에 확인함.
17. ↑  “제3회 세계건축커뮤니티상(20+10+X WA Awards)(혜로헌)”. 2016년 12월 20일에 원본 문서에서 보존된 문서. 2016년 1월 13일에 확인함.
18. ↑  아시아건축가협회상(ARCASIA Awards)(혜로헌) 보관됨 2016-03-05 - 웨이백 머신. 대한건축사협회 건축계소식
19. ↑  아시아건축가협회상(ARCASIA Awards)(조린헌) 보관됨 2016-03-06 - 웨이백 머신. 대한건축사협회 건축계소식
20. ↑  <한국건축문화대상 - 조린헌> 보관됨 2016-03-04 - 웨이백 머신. 2004년 11월 23일 서울경제 관련기사
21. ↑  <크리악어워드 올해의 비평건축상-동우밸브컨트롤공장> 보관됨 2016-03-04 - 웨이백 머신. 2000년 3월 15일 한겨례 관련기사
22. ↑  <하늘을 향해 열린 집-임거당>[깨진 링크(과거 내용 찾기)]. 2001년 4월 22일 경향신문 관련기사
23. ↑  “아름다운 경기건축-동우밸브공장”. 2016년 6월 10일에 원본 문서에서 보존된 문서. 2016년 1월 13일에 확인함.
24. ↑  <HUMAN & HOUSE 학익재>[깨진 링크(과거 내용 찾기)]. 1997년 12월 14일 조선일보 관련기사
25. ↑  일본건축가협회(JIA)초청 한일교류 초대전시 보관됨 2016-03-04 - 웨이백 머신. 2006년 10월 18일 에이앤뉴스 관련기사
26. ↑  미국 뉴욕 “Good life전”(공공도시건축전)초대전시 보관됨 2016-03-05 - 웨이백 머신. 2006년 12월 22일 에이앤뉴스 관련기사
27. ↑  이탈리아 토리노 세계건축가연맹(UIA)총회 초대전시 보관됨 2016-03-05 - 웨이백 머신. 2008년
28. ↑  미국 뉴욕대학 “Vertical Factory전” 초대전시 보관됨 2016-03-05 - 웨이백 머신. 2012년